# سورن هوهانیسیان (هنرپیشه)
سورن یغیازاری هوهانیسیان (ارمنی: Սուրեն Եղիազարի Հովհաննիսյան؛ زادهٔ ۱۹ مهٔ ۱۹۱۴ - درگذشته ۱۹ سپتامبر ۱۹۸۶) بازیگر اهل ارمنستان بود.
او در طول دوران فعالیت خود در عرصهٔ سینما و تئاتر ارمنستان نقش‌های متعددی ایفا کرد.  یکی از آثار شناخته‌شدهٔ او فیلم «Life Triumphs» است که در آن به ایفای نقش پرداخت. 

## زندگی‌نامه
وی در	۱۹ مهٔ ۱۹۱۴ در آشتاراک به دنیا آمد . وی همچنین برنده جوایزی همچون هنرمند مردمی ارمنستان شوروی شد. وی در ۱۹ سپتامبر ۱۹۸۶ در سن ۷۲ سالگی در کیروواکان درگذشت